# Svatá Mariamna
Svatá Mariamna, řecky Μαριάμνη, také Marianna nebo Mariamné (1. století Betsaida, 1. století Lykaonie) byla palestinská žena, vlastní sestra apoštola Filipa, ctěná řeckokatolickou a pravoslavnou církví jako svatá panna, rovná apoštolům a spravedlivá.

## Písemné prameny
O jejím životě je známo jen velmi málo. V evangeliích ani ve Skutcích apoštolů o ní nejsou zmínky. Referují o ní teprve v 10. století Synaxarion, kolem roku 1000 Menologium císaře Basileia II. a koncem 13. století řecký církevní historik Nikeforos Kallixtos Xantopulos (1256–1335) ve svém spisu Historia ecclesiastica. Ve Zlaté legendě chybí, toho jména tam je zaznamenána jen Mariamné, druhá manželka krále Heroda I. Velikého. Bollandisté její život zmínili, nedokládají však její kult v římskokatolické církvi.

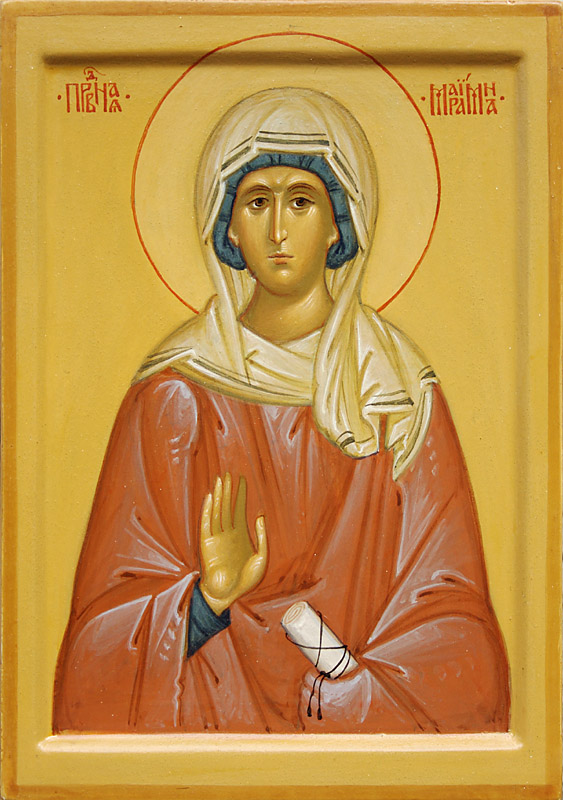
Spravedlivá Mariamna, pravoslavná ikona, ikonopisná dílna Eleon, Rusko, po roce 1990

## Život
Pocházela údajně z rybářské vesnice Betsaidy na břehu Galilejského jezera. Po Kristově ukřižování a vzkříšení Mariamna údajně odešla spolu se svým bratrem, apoštolem Filipem, a s apoštolem Bartolomějem hlásat křesťanství. Ojediněle se v některých legendách objevuje ještě druhá sestra Filipa, nebo je Mariamna považována za Filipovu dceru
Podle Menologia Basileia II., které je druhým nejstarším písemným pramenem k jejímu životu, Filip ve městě Hierapolisu založil kostel a ustavil při něm křesťanskou obec, čímž velmi popudil římskou správu. Když se později Filip se sv. Bartolomějem a sestrou Mariamnou do Hierapolisu vrátil, byli při kázání všichni tři zajati, poté byli na příkaz římského prefekta svázáni a mučeni. Byli pověšeni na strom, pravděpodobně vzhůru nohama. Apoštol Filip se před smrtí vroucně modlil, aby se Země pohnula. Zem pukla a římský prefekt i s manželkou se do ní nenávratně propadli. Přítomní vojáci pak, údajně ze strachu z dalšího zemětřesení, Bartoloměje a Mariamnu propustili. Podle druhé verze legendy uštkl manželku prefekta Nikanora jedovatý had, Filip ji vyléčil a obrátil na křesťanskou víru. Pak dal prefekt Filipa ukřižovat Bartoloměj odešel hlásat evangelium do Indie. Mariamna oplakávala a pohřbila svého bratra. Dále kázala evangelium v maloasijské Lykaonii, kde v pokoji zemřela. Přesné místo není známo.´

## Úcta
Ve východních katolických církvích i pravoslavných se Mariamna označuje rovná apoštolům (latinsky aequalis apostolis), podobně jako Marie Magdaléna, ale na rozdíl od ní v římskokatolické církvi není uctívána ani zařazena v římském martyrologiu. V řeckokatolické církvi má svátek jako hlavní světice kalendáře 17. února. V pravoslavných proložních legendách se jí říká spravedlivá. V současnosti se úcta svaté Mariamny progresivně rozšiřuje především v pravoslavné církvi zemí bývalého Sovětského svazu, kde se její svátek slaví společně se sv. Theodorem podle ruského synaxaria Dimitrije Rostovského z roku 1757  a ve Spojených státech.

## Vyobrazení
Bývá vyobrazena jako svatá panna s pokrytou hlavou, orantka modlící se s pažemi rozepjatými.
Jindy:
- žehná celou dlaní pravé ruky a v levici drží svitek textů evangelií, která hlásala, ikona
- Na ruských pravoslavných ikonách se objevuje také ve skupině mezi spravedlivými ženami.
- Ikonostas pravoslavného chrámu sv. Filipa, postaveného na předměstí hlavního města Šardžá, emirátu Šardžá, a vysvěceného 13. srpna 2011.